# صفاء الجميلي
صفاء راشد محمود الجميلي هو رباع عراقي لوزن تحت 85 كغم ولد في يوم 1 كانون الثاني 1990 في المقدادية في محافظة ديالى في العراق، تمكن من تحقيق الميدالية الذهبية في دورة الألعاب الآسيوية 2018 في جاكارتا بعد أن تمكن من رفع وزن 361 كغم بعد أن تفوق على الكوري الجنوبي جانغ يونكهاك الذي رفع وزن 360 كغم والكوري الشمالي جون ميونغ سونغ الذي رفع وزن 348 كغم.

## روابط خارجية
- صفاء الجميلي على موقع IAT Database Weightlifting (الألمانية)
- صفاء الجميلي على موقع أوليمبيديا (الإنجليزية)